# جورج واتکین ایبن جیمز ارسکین
جورج واتکین ایبن جیمز ارسکین (انگلیسی: George Erskine؛ ۲۳ اوت ۱۸۹۹ – ۲۹ اوت ۱۹۶۵) فرد نظامی اهل بریتانیا بود. وی همچنین برندهٔ جوایزی همچون نشان حمام و نشان امپراتوری بریتانیا شده‌است.